# Zangārak
Zangārak (persiska: زنگارك) är en ort i Iran.   Den ligger i provinsen Markazi, i den nordvästra delen av landet, 210 km sydväst om huvudstaden Teheran. Zangārak ligger 1 910 meter över havet och antalet invånare är 367.
Terrängen runt Zangārak är platt åt sydost, men åt nordväst är den kuperad. Terrängen runt Zangārak sluttar söderut. Runt Zangārak är det glesbefolkat, med 20 invånare per kvadratkilometer. Närmaste större samhälle är Komījān, 18,0 km nordväst om Zangārak. Trakten runt Zangārak består i huvudsak av gräsmarker.